# Bertel Haarder

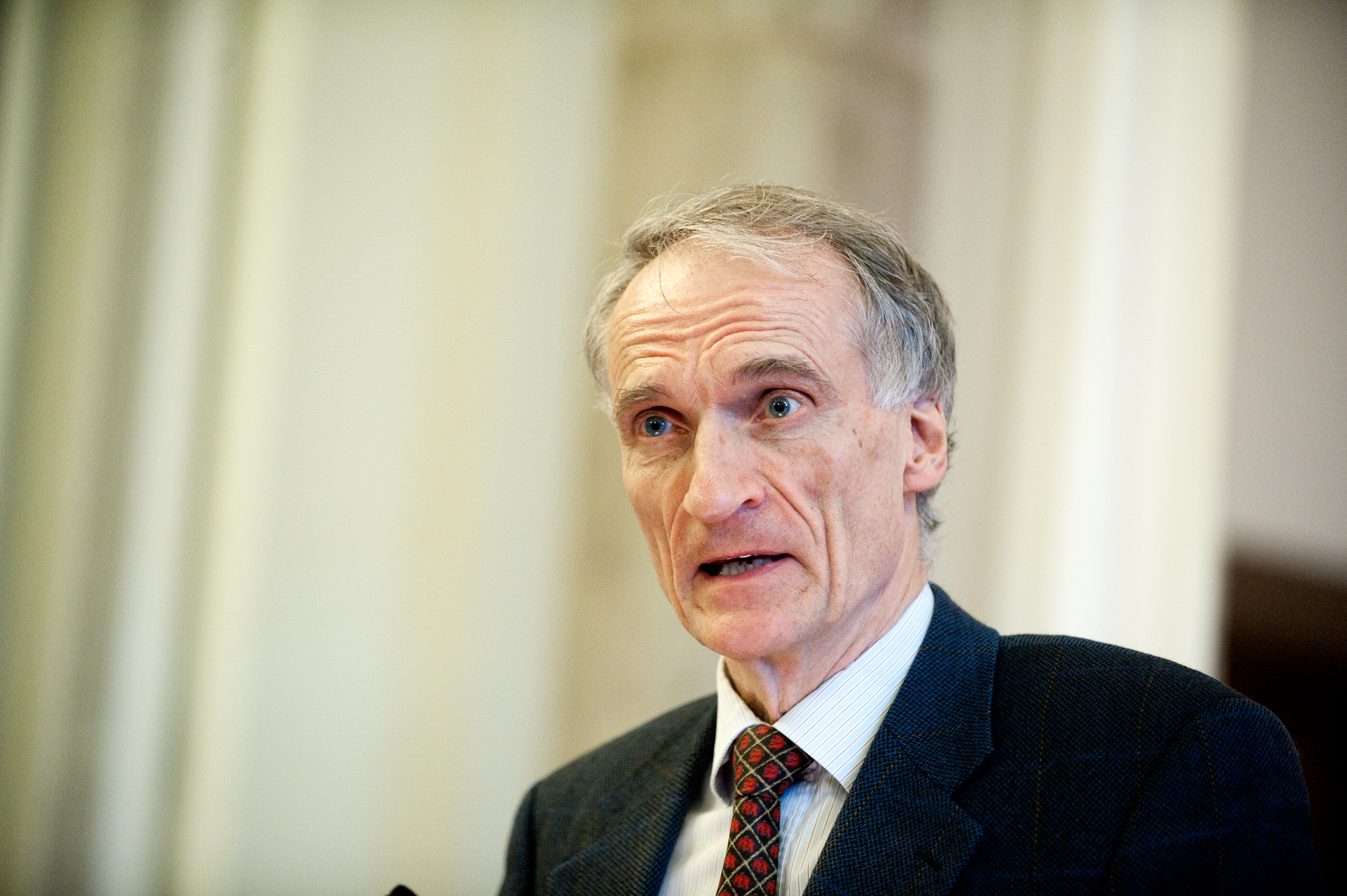
Bertel Haarder (2010)

Bertel Geismar Haarder (* 7. September 1944 in Rønshoved (dt. Randershof) in Nordschleswig) ist ein dänischer Politiker der Partei Venstre. Seit dem 8. Oktober 2016 ist Haarder der mit zu diesem Zeitpunkt 7853 Tagen (mehr als 21,5 Jahre) insgesamt am längsten amtierende Minister der dänischen Parlamentsgeschichte seit 1901.

## Leben und Beruf
Haarder wurde in der noch heute bestehenden Heimvolkshochschule in Randershof an der Flensburger Förde als Sohn des Schulleiters geboren. Bis zur siebten Klasse wurde er zuhause unterrichtet. Danach wechselte er an die Statsskole in Sonderburg, wo er 1964 die allgemeine Hochschulreife erlangte. Nach einem einjährigen Bildungsaufenthalt in den USA 1964 bis 1965 nahm er ein Studium der Politikwissenschaften an der Universität Aarhus auf, das er 1970 mit einer Arbeit zum Thema "Grundtvigs Freiheitsbegriff" abschloss. Noch während des Studiums begann er als Lehrer an der Askov Højskole zu arbeiten, der ersten dänischen und von Grundtvig gegründeten Heimvolkshochschule, und blieb dort bis 1973 tätig. Nebenher arbeitete er von 1971 bis 1973 auch am Lehrerseminar in Hadersleben als Lehrkraft. Danach wechselte er als festangestellte Lehrkraft ans Lehrerseminar nach Aalborg, wo er bis 1975 unterrichtete. Mit dem Beginn seiner Abgeordnetenkarriere 1975 gab Haarder den Lehrerberuf auf.
Haarder ist mit Birgitte, geb. Præstholm, verheiratet und hat vier Kinder.

## Politische Laufbahn
Haarder hat in seinen vielen Jahren als Abgeordneter und Minister vor allem im Bereich der Schulbildung Impulse gesetzt. Unter Poul Schlüter hatte Haarder von 1987 bis 1993 zum einzigen Mal in seiner Laufbahn den gesamten Bildungsbereich, also Schulen (Unterrichtsministerium) und Hochschulen (Forschungsministerium) unter sich. Er nutzte dies 1987 für eine Gymnasialreform und 1988 für die Einführung des Bachelor-Abschlusses in Dänemark. Nach acht Jahren in der Opposition wurde Haarder nach dem Regierungswechsel 2001 von Anders Fogh Rasmussen zum Integrationsminister berufen. Seine Aufgabe war es, Asyl- und Einwanderungsbedingungen in Dänemark zu verschärfen, um den Forderungen der rechtspopulistischen Dänischen Volkspartei nachzukommen. Diese hatte sich bereit erklärt, Fogh als Regierungschef mitzutragen. Im zweiten Halbjahr 2002 organisierte Haarder als Europaminister zudem den dänischen EU-Vorsitz.
Haarder gilt als libertärer Politiker und Kritiker von Gewerkschaften und des dänischen Wohlfahrtsstaat-Modells. Zuletzt sorgte er mit der Entwicklung eines Kanons für Aufsehen, anhand dessen eine dänische Leitkultur festgemacht werden können soll: Muslime hätten sich in Dänemark nicht so gut integriert wie Europäer oder manche Asiaten. Unter anderem, weil ihre patriarchalische Kultur die Freiheit der Rede nicht akzeptiere und nicht zuließe, dass Frauen außerhalb des Hauses arbeiten. „Es ist kein Rassismus, wenn man sich die Unterschiede klarmacht – es ist dumm, es nicht zu tun.“ Gemeint sind kulturelle Unterschiede. Haarder weiter: „Wir tun ihnen [den muslimischen Migranten] einen großen Gefallen, wenn wir klar und offen darüber reden, in was für ein Land sie hier gekommen sind, und was unsere grundlegenden Werte sind.“ Dafür erntete er Kritik u. a. von seiner Amtsvorgängerin im Kulturministerium, Marianne Jelved, die von „Herrenmentalität“ sprach.

### Parlamentarische Laufbahn
Nach der für seine Partei eigentlich katastrophal verlaufenen Folketingswahl 1977 zog Bertel Haarder erstmals für Venstre ins dänische Parlament ein und blieb dort ohne Unterbrechung bis 1999 Abgeordneter. Von 1994 an war er, zunächst in Doppelfunktion, auch Abgeordneter im Europaparlament, aus dem er 2001 wieder ausschied. Nach vier Jahren Parlamentspause kehrte er nach der Folketingswahl 2005 wieder ins dänische Parlament zurück, dem er seither angehört.

#### Parlamentarische Posten

##### Folketing
- 2011 bis 2015 Mitglied des Folketingspräsidiums.

##### Europäisches Parlament
- 1999 bis 2001 Stellvertretender Vorsitzender der ELDR-Fraktion
- 1999 bis 2001 Außenpolitischer Sprecher der ELDR-Fraktion
- 1997 bis 1999 Stellvertretender Vorsitzender des Europaparlamentes

#### Ministerposten
- 2015 bis 2016 Minister für Kultur und Kirche
- 2010 bis 2011 Minister für Inneres und Gesundheit
- 2007 bis 2010 Minister für Unterricht und nordische Zusammenarbeit
- 2005 bis 2007 Minister für Unterricht und Kirche
- 2004 bis 2005 Minister für Integration und Entwicklung
- 2003 bis 2004 Minister für Integration
- 2001 bis 2003 Minister für Integration und Europa
- 1987 bis 1993 Minister für Unterricht und Forschung
- 1982 bis 1987 Minister für Unterricht[5]

### Weitere Posten und Auszeichnungen
Von 2011 bis 2015 war Haarder Vorsitzender der dänischen Delegation im Nordischen Rat. 2011 war er Präsident des Nordischen Rates.
Am 25. April 1989 erhielt er das Großkreuz des Verdienstordens der Bundesrepublik Deutschland. 2013 wurde er mit dem Ehrenpreis des Berlingske Fonds ausgezeichnet und 2014 mit dem isländischen Freiheitspreis Jón Sigurðsson-prisen. 2015 ehrte ihn der Handwerkerverband von Kopenhagen als Ehrenhandwerker.
2020 wurde ihm der japanische mehrfarbige Orden der Aufgehenden Sonne am Band verliehen.

## Trivia
Im Dezember 2010 erlangte Haarder unfreiwillige Berühmtheit, nachdem er während eines Fernsehinterviews mit Danmarks Radio (DR) die Beherrschung verlor: Als der Journalist dem Gesundheitsminister Fragen stellte, auf die dieser keine Antwort wusste, beschimpfte Haarder den Reporter als „Arschloch“ und „dummes Schwein“. Die Aufzeichnung des Interviews stellte der öffentlich-rechtliche DR anschließend ins Netz, um nach eigenen Angaben auf die Unsitte aufmerksam zu machen, dass dänische Politiker nur noch im Vorfeld abgesprochene Interviews geben.

## Schriften
- Den bløde kynisme – og selvbedraget i Tornerose-Danmark. Gyldendal, Kopenhagen 1997.